# Theraps
Theraps Es un pequeño género de la familia cichlidae. Son endémicos de Norte y Centroamérica, variando de México a Honduras.

## Especies
Hay actualmente ocho especies reconocidas en este género:
- Theraps coeruleus Stawikowski & U. Werner, 1987 - Tulija Río (México), 12 centímetros (4.7 en) SL
- Theraps godmanni (Günther, 1862) (Del sur checkmark cichlid) - Polochic cuenca de Río (Guatemala), 30 centímetros (12 en) TL
- Theraps heterospilus (C. L. Hubbs, 1936) (Montecristo cichlid) - Candelaria River y Usumacinta River (México, Guatemala), 24 centímetros (9.4 en) SL
- Theraps intermedius (Günther, 1862) (Del norte checkmark cichlid) - Grijalva Río y Usumacinta drenajes de Río (México, Guatemala, Belice), 20 centímetros (7.9 en) SL
- Theraps irregularis Günther, 1862 (Arroyo cichlid) - Sarstum Río, Dulce River y Usumacinta cuencas de Río (México, Guatemala), 19 centímetros (7.5 en) SL
- Theraps lentiginosus (Steindachner, 1864) (Freckled cichlid) - Usumacinta Río y Grijalva drenajes de Río (México, Guatemala), 25 centímetros (9.8 en) TL
- Theraps microphthalmus (Günther, 1862) - Montagua cuenca de Río (Guatemala, Honduras), 25 centímetros (9.8 en) SL
- Theraps wesseli R. R. Miller, 1996 - Papaloteca cuenca de Río (Honduras), 8 centímetros (3.1 en) SL

## Mantenimiento en acuario
Las especies contenidas dentro del género Theraps generalmente son muy territoriales y agresivos hacia las demás especies, especialmente durante la etapa de reproducción.
Ellos se pueden mantener en el mismo acuario con otros cíclidos robustos y bagres o peces gato de regular tamaño teniendo con esta combinación un éxito variable. 
Para la cría o mantenimiento de múltiples ejemplares, se recomienda un tanque de al menos 100 galones (380 litros) o más grande. Dependiendo del tamaño del pez, un solo ejemplar se puede mantener en un tanque de 20 a 40 galones (76 a 151 L).

## Alimentación
Se les considera alimentadores omnívoros, ya que comen una amplia variedad de insectos, crustáceos, peces pequeños, gusanos, además de algas y material vegetal. 
Al igual que con muchos otros cíclidos, pueden cavar o masticar las plantas de acuario. En acuarios preparados en escamas y pellets de alimentos, así como invertebrados congelados o en vivo serán consumidos fácilmente. Theraps sp . También se les debe ofrecer una variedad de verduras al vapor o hervidas, como los guisantes, espinacas, calabacín, habas, o coles de Bruselas.

## Reproducción
Las diferentes especies de Theraps ponen varios cientos de huevos en piedras planas, o en un hoyo en la arena o grava. Los adultos maduros son padres muy atentos y pueden herir o matar a otros peces cuando cuidan los jóvenes (alevines). 
Los machos suelen ser más colorido y generalmente más grandes que las hembras, y pueden desarrollar una joroba en la cabeza a medida que envejecen. La cría en cautividad no es demasiado difícil de lograr; alimentos vivos, cambios frecuentes de agua, y un aumento de la temperatura o la disminución de 2 a 4 grados estimula el desove. Varias cuevas artificiales o rocas para que los peces puedan esconderse entre sí son recomendables.